# Olimpiai érmesek listája szkeletonban
Ez a lap az olimpiai érmesek listája szkeletonban 1928-tól 2022-ig.

## Összesített éremtáblázat
(A táblázatokban Magyarország és a rendező nemzet sportolói eltérő háttérszínnel, az egyes számoszlopok legmagasabb értéke vagy értékei vastagítással kiemelve.)
| A téli olimpiai játékok összesített éremtáblázata szkeletonban | A téli olimpiai játékok összesített éremtáblázata szkeletonban | A téli olimpiai játékok összesített éremtáblázata szkeletonban | A téli olimpiai játékok összesített éremtáblázata szkeletonban | A téli olimpiai játékok összesített éremtáblázata szkeletonban | Olimpia  |
| -------------------------------------------------------------- | -------------------------------------------------------------- | -------------------------------------------------------------- | -------------------------------------------------------------- | -------------------------------------------------------------- | -------- |
|                                                                | Ország                                                         | Arany                                                          | Ezüst                                                          | Bronz                                                          | Összesen |
| 1.                                                             | Egyesült Államok (USA)                                         | 3                                                              | 4                                                              | 1                                                              | 8        |
| 2.                                                             | Nagy-Britannia (GBR)                                           | 3                                                              | 1                                                              | 5                                                              | 9        |
| 3.                                                             | Kanada (CAN)                                                   | 2                                                              | 1                                                              | 1                                                              | 4        |
| 4.                                                             | Svájc (SUI)                                                    | 1                                                              | 0                                                              | 2                                                              | 3        |
| 4.                                                             | Oroszország (RUS)                                              | 1                                                              | 0                                                              | 2                                                              | 3        |
| 6.                                                             | Dél-Korea (KOR)                                                | 1                                                              | 0                                                              | 0                                                              | 1        |
| 6.                                                             | Olaszország (ITA)                                              | 1                                                              | 0                                                              | 0                                                              | 1        |
|                                                                |                                                                |                                                                |                                                                |                                                                |          |
| 8.                                                             | Németország (GER)                                              | 0                                                              | 2                                                              | 1                                                              | 3        |
| 9.                                                             | Lettország (LAT)                                               | 0                                                              | 2                                                              | 0                                                              | 2        |
| 10.                                                            | Ausztria (AUT)                                                 | 0                                                              | 1                                                              | 0                                                              | 1        |
| 10.                                                            | Olimpikonok Oroszországból (OAR)                               | 0                                                              | 1                                                              | 0                                                              | 1        |
|                                                                |                                                                |                                                                |                                                                |                                                                |          |
| Összesen                                                       | Összesen                                                       | 12                                                             | 12                                                             | 12                                                             | 36       |

## Férfiak
| Olimpia              | Arany                                     | Ezüst                                               | Bronz                                     |
| 1928, St. Moritz     | Jennison Heaton · Egyesült Államok (USA)  | John Heaton · Egyesült Államok (USA)                | David Carnegie · Nagy-Britannia (GBR)     |
| 1932–1936            | Nem szerepelt az olimpiai programban      | Nem szerepelt az olimpiai programban                | Nem szerepelt az olimpiai programban      |
| 1948, St. Moritz     | Nino Bibbia · Olaszország (ITA)           | John Heaton · Egyesült Államok (USA)                | John Crammond · Nagy-Britannia (GBR)      |
| 1952–1998            | Nem szerepelt az olimpiai programban      | Nem szerepelt az olimpiai programban                | Nem szerepelt az olimpiai programban      |
| 2002, Salt Lake City | Jimmy Shea · Egyesült Államok (USA)       | Martin Rettl · Ausztria (AUT)                       | Gregor Stähli · Svájc (SUI)               |
| 2006, Torino         | Duff Gibson · Kanada (CAN)                | Jeff Pain · Kanada (CAN)                            | Gregor Stähli · Svájc (SUI)               |
| 2010, Vancouver      | Jon Montgomery · Kanada (CAN)             | Martins Dukurs · Lettország (LAT)                   | Alekszandr Tretyjakov · Oroszország (RUS) |
| 2014, Szocsi         | Alekszandr Tretyjakov · Oroszország (RUS) | Martins Dukurs · Lettország (LAT)                   | Matthew Antoine · Egyesült Államok (USA)  |
| 2018, Phjongcshang   | Yun Sung-bin · Dél-Korea (KOR)            | Nyikita Tregubov · Olimpikonok Oroszországból (OAR) | Dominic Parsons · Nagy-Britannia (GBR)    |
| 2022, Peking         | Christopher Grotheer · Németország (GER)  | Axel Jungk · Németország (GER)                      | Yan Wengang · Kína (CHN)                  |

### Férfi éremtáblázat
| A téli olimpiai játékok éremtáblázata férfi szkeletonban | A téli olimpiai játékok éremtáblázata férfi szkeletonban | A téli olimpiai játékok éremtáblázata férfi szkeletonban | A téli olimpiai játékok éremtáblázata férfi szkeletonban | A téli olimpiai játékok éremtáblázata férfi szkeletonban | Olimpia  |
| -------------------------------------------------------- | -------------------------------------------------------- | -------------------------------------------------------- | -------------------------------------------------------- | -------------------------------------------------------- | -------- |
|                                                          | Ország                                                   | Arany                                                    | Ezüst                                                    | Bronz                                                    | Összesen |
| 1.                                                       | Egyesült Államok (USA)                                   | 2                                                        | 2                                                        | 1                                                        | 5        |
| 2.                                                       | Kanada (CAN)                                             | 2                                                        | 1                                                        | 0                                                        | 3        |
| 3.                                                       | Németország (GER)                                        | 1                                                        | 1                                                        | 0                                                        | 2        |
| 4.                                                       | Oroszország (RUS)                                        | 1                                                        | 0                                                        | 1                                                        | 2        |
| 5.                                                       | Dél-Korea (KOR)                                          | 1                                                        | 0                                                        | 0                                                        | 1        |
| 5.                                                       | Olaszország (ITA)                                        | 1                                                        | 0                                                        | 0                                                        | 1        |
|                                                          |                                                          |                                                          |                                                          |                                                          |          |
| 7.                                                       | Lettország (LAT)                                         | 0                                                        | 2                                                        | 0                                                        | 2        |
| 8.                                                       | Ausztria (AUT)                                           | 0                                                        | 1                                                        | 0                                                        | 1        |
| 8.                                                       | Olimpikonok Oroszországból (OAR)                         | 0                                                        | 1                                                        | 0                                                        | 1        |
|                                                          |                                                          |                                                          |                                                          |                                                          |          |
| 10.                                                      | Nagy-Britannia (GBR)                                     | 0                                                        | 0                                                        | 3                                                        | 3        |
| 11.                                                      | Svájc (SUI)                                              | 0                                                        | 0                                                        | 2                                                        | 2        |
| 12.                                                      | Kína (CHN)                                               | 0                                                        | 0                                                        | 1                                                        | 1        |
|                                                          |                                                          |                                                          |                                                          |                                                          |          |
| Összesen                                                 | Összesen                                                 | 8                                                        | 8                                                        | 8                                                        | 24       |

## Nők
| Olimpia              | Arany                                    | Ezüst                                      | Bronz                                         |
| 2002, Salt Lake City | Tristan Gale · Egyesült Államok (USA)    | Lea Ann Parsley · Egyesült Államok (USA)   | Alex Coomber · Nagy-Britannia (GBR)           |
| 2006, Torino         | Maya Pedersen · Svájc (SUI)              | Shelley Rudman · Nagy-Britannia (GBR)      | Mellisa Hollingsworth-Richards · Kanada (CAN) |
| 2010, Vancouver      | Amy Williams · Nagy-Britannia (GBR)      | Kerstin Szymkowiak · Németország (GER)     | Anja Huber · Németország (GER)                |
| 2014, Szocsi         | Elizabeth Yarnold · Nagy-Britannia (GBR) | Noelle Pikus-Pace · Egyesült Államok (USA) | Jelena Nyikityina · Oroszország (RUS)         |
| 2018, Phjongcshang   | Elizabeth Yarnold · Nagy-Britannia (GBR) | Jacqueline Lölling · Németország (GER)     | Laura Deas · Nagy-Britannia (GBR)             |
| 2022, Peking         | Hannah Neise · Németország (GER)         | Jaclyn Narracott · Ausztrália (AUS)        | Kimberley Bos · Hollandia (NED)               |

### Női éremtáblázat
| A téli olimpiai játékok éremtáblázata női szkeletonban | A téli olimpiai játékok éremtáblázata női szkeletonban | A téli olimpiai játékok éremtáblázata női szkeletonban | A téli olimpiai játékok éremtáblázata női szkeletonban | A téli olimpiai játékok éremtáblázata női szkeletonban | Olimpia  |
| ------------------------------------------------------ | ------------------------------------------------------ | ------------------------------------------------------ | ------------------------------------------------------ | ------------------------------------------------------ | -------- |
|                                                        | Ország                                                 | Arany                                                  | Ezüst                                                  | Bronz                                                  | Összesen |
| 1.                                                     | Nagy-Britannia (GBR)                                   | 3                                                      | 1                                                      | 2                                                      | 6        |
| 2.                                                     | Egyesült Államok (USA)                                 | 1                                                      | 2                                                      | 0                                                      | 3        |
| 3.                                                     | Svájc (SUI)                                            | 1                                                      | 0                                                      | 0                                                      | 1        |
|                                                        |                                                        |                                                        |                                                        |                                                        |          |
| 4.                                                     | Németország (GER)                                      | 1                                                      | 2                                                      | 1                                                      | 3        |
| 5.                                                     | Ausztrália (AUS)                                       | 0                                                      | 1                                                      | 0                                                      | 1        |
|                                                        |                                                        |                                                        |                                                        |                                                        |          |
| 6.                                                     | Kanada (CAN)                                           | 0                                                      | 0                                                      | 1                                                      | 1        |
| 6.                                                     | Hollandia (NED)                                        | 0                                                      | 0                                                      | 1                                                      | 1        |
| 6.                                                     | Oroszország (RUS)                                      | 0                                                      | 0                                                      | 1                                                      | 1        |
|                                                        |                                                        |                                                        |                                                        |                                                        |          |
| Összesen                                               | Összesen                                               | 6                                                      | 6                                                      | 6                                                      | 18       |